# Dyfraktometr

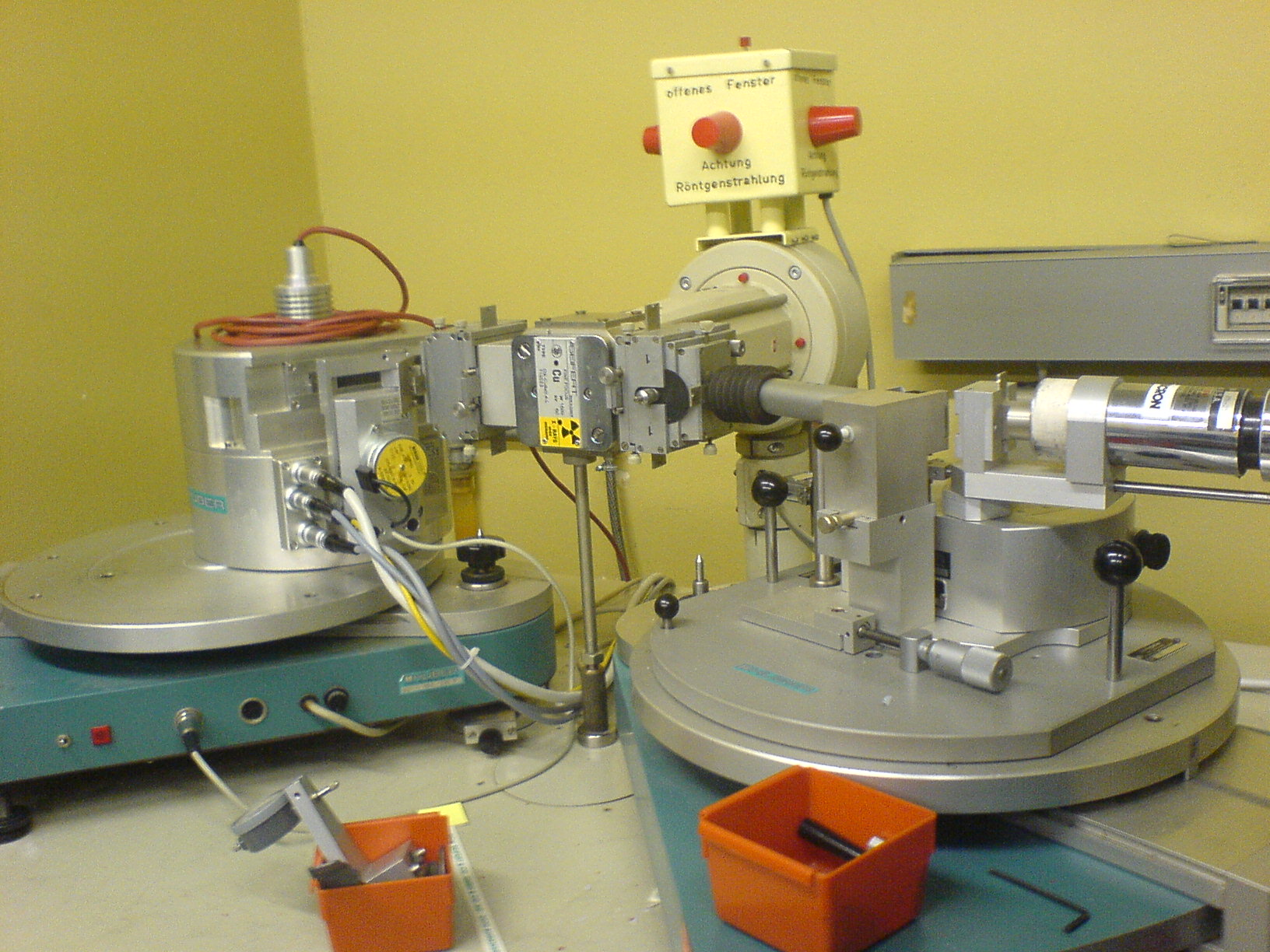
Dyfraktometr rentgenowski

Dyfraktometr – przyrząd pomiarowy służący do analizy struktury substancji krystalicznych na podstawie ich obrazów dyfrakcyjnych.
Dyfraktometr rejestruje kierunki (kąty odbłysku) oraz natężenia ugiętych wiązek promieniowania. W zależności od rodzaju użytego promieniowania dyfraktometry dzieli się na rentgenowskie (stosowane najczęściej), neutronowe i elektronowe.
Rozróżnia się dwa podstawowe rodzaje dyfraktometrów rentgenowskich:
- służące do badania monokryształów – jest to podstawowe narzędzie w rentgenografii strukturalnej
- służące do badania ciał polikrystalicznych (proszków)

Współczesne dyfraktometry wyposaża się w komputer sterujący jego pracą oraz zbierający i przetwarzający uzyskane dane.

## Budowa dyfraktometru
Typowy dyfraktometr zbudowany jest z:
1. lampy rentgenowskiej
2. układu szczelin kolimujących promieniowanie i szczelin tzw. sollera
3. optyki rentgenowskiej
4. stolika pomiarowego z próbką (ruchomego lub stacjonarnego)
5. detektora (punktowego, liniowego lub paskowego).